# ウォルター・ヒンチリフ
ウォルター・ヒンチリフ（Walter George Raymond Hinchliffe 、別名 Hinch、1894年6月10日 - 没年不明）はイギリス海軍航空隊、イギリス空軍のパイロットで第一次世界大戦の撃墜王である。戦後は民間パイロットとして活躍したが、エルシー・マッケイとともに大西洋横断飛行に挑んで、行方不明となった。

## 経歴
リバプールに生まれた（妹はドイツ生まれであり、ドイツ生まれであるという説もある）。リバプール・カレッジで学んだ後、医学を学び、歯科医の訓練を受けた。1912年に陸軍に入り砲兵隊に属した後、1916年に王立航空クラブで航空の免許を得て、海軍航空隊に転じた。1918年2月に実戦部隊に加わるまでは、操縦教官として働いた。海軍航空隊でソッピース キャメルを駆って2機を撃墜し、爆撃作戦に参加した。1918年4月にイギリス空軍が創設されると空軍に転じ5機を撃墜するが、撃墜され、顔に重傷を負い、片目の視力を失い、1919年に退役した。
戦後はオランダ航空やイギリスのインペリアル航空で民間航空のために航空路の開拓を行った。オランダからイギリスまでの最初の郵便飛行を行い、1921年にはリムからアムステルダムまでの夜間飛行、アムステルダムからベルリンまでの夜間飛行を行った。ヒンチリフの開拓した航空路には11時間の飛行時間のアムステルダム-ゲルゼンキルヒェン-ドルトムント-ロンドン-アムステルダムや、飛行時間12時間のベルリン-アムステルダム-ロンドン-ローストフト-リムなどがある。1922年から1923年の間はオランダ航空のチーフ・パイロットを務めた。1923年に後にインペリアル航空に吸収される航空会社に加わりデンマーク、ドイツ、オランダ、ベルギー、フランス、イギリスを飛行し、インペリアル航空ではデハビランド ハーキュリーズでカイロまで飛び、インペリアル航空の西ルートを開いた。この間多くの種類の航空機を乗りこなした。

## 大西洋横断飛行
船舶会社P&Oの社長のインチケープ伯爵ジェームズ・マッケイの娘、エルシー・マッケイが最初の大西洋横断飛行を行うことを企てた時、（アメリア・イアハートが共同パイロットとして大西洋横断飛行に成功したのは1928年6月17日である。）ヒンチリフはパイロットに選ばれた。父親はエルシー・マッケイにアメリカからスチンソン デトロイターを買い与えた。300馬力のライト ホワールウインドを搭載した単葉機である。胴体は黒く塗られ、翼の先端は金色に塗られ、エンデバー号を命名された。最初の大西洋横断飛行をした女性となろうとしたが家族から反対されたマッケイは、偽名で登録して、ヒンチリフと、1928年3月13日の午前8時35分にクレンウェル空港（Cranwell Aerodrome）を出発した。5時間後にコーク島の灯台の職員が村の上空を飛行していく単葉機を目撃し、フランスの蒸気船からも目撃が報告され、5,000人の人々がロングアイランドのミッチェル空港に集まり、到着を待ったが、その後の情報はなかった。8ヶ月後の1928年12月に主脚の一部が海岸に流れついた。